# DRASTIC MODERN TIME TOUR TOKYO 8 DAYS LIVE
『DRASTIC MODERN TIME TOUR TOKYO 8 DAYS LIVE』（ドラスティック・モダンタイム・ツアー・トーキョー・エイトデイズ・ライブ）は、吉川晃司が1987年3月5日にSMSレコードからリリースした4作目の映像作品。

## 概要
1985年5月～8月に行われた『'86 DRASTIC MODERN TIME TOUR』の、8月20日の《TOKYO 8 DAYS LIVE Ⅱ》中野サンプラザ公演の模様が収録されている。尚、「19日、20日、21日の3日間収録した」との記載もある。
ライブは、監視カメラ用として使用されている固定CCDカメラ30台（40台との記載もあり）、移動カメラ8台、合計38台のカメラにて撮影され、1986年9月24日深夜にフジテレビにて、『DRASTIC MODERN TIME TOUR TOKYO 8 DAYS LIVE』として放送された。その後フジテレビ系列を中心に、10月に宮城、新潟、石川、岡山、福岡、熊本で、12月から1月に北海道、秋田、山形、愛知、福岡、島根、山口、三重、広島で放送された（北海道は、北海道道内のファンが独自に署名活動を行い、10月31日に北海道文化放送に署名を提出、その後放送が実現した）。
放送後、再放送も検討されたが、再放送はされず後日商品化されて販売された。
放送された内容は以下のとおりで、商品化された際は収録曲の差し替え、曲順の変更が行われている。尚、渡辺プロダクションより、このテレビ放送の収録内容にて、非売品のVHSビデオが製作された。
曲の表記は、VHSパッケージ掲載の内容にて記載。※印は商品化の際、未収録となった。
1. すべてはこの夜に
プロモーションビデオ
2. YOU GOTTA CHANCE
最初のドキュメント映像からの流れに乗り曲が始まるため、商品化されたものより曲前のMC部分が若干長い。
3. LA VIE EN ROSE
4. CAN'T YOU HEAR THE RAIN DANCE
5. PSYCHEDELIC HIP
6. MODERN TIME
7. HELLO DARKNESS※
8. LOST CHILD
9. MONICA※
10. RAINY LANE

2009年12月23日に発売されたDVD-BOXセット「KIKKAWA KOJI 25th ANNIVERSARY LIVE FILM COLLECTION 『LIVE＝LIFE』」の1作品として、初DVD化された（単体販売は、されていない）。テレビ放送の内容は、現在も商品化されていない。現在では廃盤となっている。
パッケージの表記では『DRASTIC MODERN TIME TOUR TOKYO 8 DAYS LIVE』とアルファベットはすべて大文字表記となっているが、オフィシャルサイトのディスコグラフィーでは、『DRASTIC MODERN TIME Tour Tokyo 8 Days Live』と、一部がアルファベットの小文字の表記がされている。

## リリース履歴
| No. | 日付           | レーベル                 | 規格             | 規格品番                      | 最高順位 | 備考                                                                                        |
| --- | -------------- | ------------------------ | ---------------- | ----------------------------- | -------- | ------------------------------------------------------------------------------------------- |
| 1   | 1987年3月5日   | SMSレコード              | βマックス VHS LD | B088-1008 H088-1008 D068-1008 |          |                                                                                             |
| 2   | 2009年12月23日 | ユニバーサルミュージック | DVD              | UMBF-9504                     |          | DVD-BOX『KIKKAWA KOJI 25th ANNIVERSARY LIVE FILM COLLECTION 『LIVE＝LIFE』』のDisc4に収録。 |

## 演奏

### メンバー
- 吉川晃司：ボーカル・ギター

《PaPa》
- 稲葉智：ギター
- 笠原敏幸：ベース
- 山崎透：キーボード
- 椎野恭一：ドラム

### サポートメンバー
- 奈良部匠平：キーボード
- 沢井原兒：サックス（スペシャル・プレイヤー）
- 神崎真雄：マニピュレーター

## 収録映像曲
(曲の表記は、公式ホームページ掲載の内容にて記載)
1. Mis Fit
2. LA VIE EN ROSE
3. ナーバス　ビーナス
4. RAIN-DANCEがきこえる
5. サイケデリックHIP
6. MODERN TIME
7. You Gotta Chance 〜ダンスで夏を抱きしめて〜
8. ロストチャイルド
9. Rainy Lane